# 48. ročník udílení Filmových cen Britské akademie
48. ročník udílení Filmových cen Britské akademie se konal v roce 1995. Ocenění se předávalo nejlepším filmům a dokumentům britským i mezinárodním, které se promítaly v britských kinech v roce 1994.

## Vítězové a nominovaní
Tučně jsou označeni vítězové.
| Nejlepší film | Nejlepší režisér |
| --- | --- |
| Čtyři svatby a jeden pohřeb - Forrest Gump - Pulp Fiction: Historky z podsvětí - Otázky a odpovědi | Mike Newell – Čtyři svatby a jeden pohřeb - Krzysztof Kieślowski – Tři barvy: Červená - Quentin Tarantino – Pulp Fiction: Historky z podsvětí - Robert Zemeckis – Forrest Gump                                    |
| Nejlepší herec v hlavní role | Nejlepší herečka v hlavní roli |
| Hugh Grant – Čtyři svatby a jeden pohřeb - Tom Hanks – Forrest Gump - Terence Stamp – Dobrodružství Priscilly, královny pouště - John Travolta – Pulp Fiction: Historky z podsvětí                            | Susan Sarandon – Nebezpečný klient - Linda Fiorentino – Ďábelská svůdkyně - Irène Jacob – Tři barvy: Červená - Uma Thurman – Pulp Fiction: Historky z podsvětí                                                    |
| Nejlepší herec ve vedlejší roli | Nejlepší herečka ve vedlejší roli |
| Samuel L. Jackson – Pulp Fiction: Historky z podsvětí - Simon Callow – Čtyři svatby a jeden pohřeb - John Hannah – Čtyři svatby a jeden pohřeb - Paul Scofield – Otázky a odpovědi                            | Kristin Scott Thomas – Čtyři svatby a jeden pohřeb - Charlotte Coleman – Čtyři svatby a jeden pohřeb - Sally Fieldová – Forrest Gump - Anjelica Huston – Tajemná vražda na Manhattanu                             |
| Nejlepší původní scénář | Nejlepší adaptovaný scénář |
| Pulp Fiction: Historky z podsvětí – Roger Avary a Quentin Tarantino - Dobrodružství Priscilly, královny pouště – Stephan Elliott - Čtyři svatby a jeden pohřeb – Richard Curtis - Philadelphia – Ron Nyswaner | Otázky a odpovědi – Paul Attanasio - Profesor odchází – Ronald Harwood - Forrest Gump – Eric Roth - Klub šťastných žen – Ronald Bass a Amy Tan - Tři barvy: Červená – Krzysztof Kieślowski a Krzysztof Piesiewicz |
| Nejlepší kamera | Nejlepší britský film |
| Interview s upírem – Philippe Rousselot - Dobrodružství Priscilly, královny pouště – Brian J. Breheny - Forrest Gump – Don Burgess - Pulp Fiction: Historky z podsvětí – Andrzej Sekuła                       | Mělký hrob - Backbeat - Bhaji na pláži - Priest |
| Nejlepší původní hudba | Nejlepší zvuk |
| Backbeat – Don Was - Dobrodružství Priscilly, královny pouště – Guy Gross - Lví král – Hans Zimmer - Čtyři svatby a jeden pohřeb – Richard Rodney Bennett                                                     | Nebezpečná rychlost - Backbeat - Lví král - Pulp Fiction: Historky z podsvětí |
| Nejlepší produkční design | Nejlepší speciální efekty |
| Interview s upírem - Dobrodružství Priscilly, královny pouště - Frankenstein - Maska | Forrest Gump - Maska - Nebezpečná rychlost - Pravdivé lži |
| Nejlepší kostýmní design | Nejlepší masky |
| Dobrodružství Priscilly, královny pouště - Čtyři svatby a jeden pohřeb - Interview s upírem - Malé ženy | Dobrodružství Priscilly, královny pouště - Interview s upírem - Maska - Mrs. Doubtfire – Táta v sukni |
| Nejlepší střih | Nejlepší cizojazyčný film |
| Nebezpečná rychlost - Forrest Gump – Arthur Schmidt - Čtyři svatby a jeden pohřeb– Jon Gregory - Pulp Fiction: Historky z podsvětí – Sally Menke                                                              | Huo zhe - Belle epoque - Tři barvy: Červená - Jíst, pít, muž, žena |